# Clear Light
Clear Light fue una banda psicodélica formada en Los Ángeles en 1966.

## Discografía

### Álbum
- Clear Light, Elektra, 1967.

### Singles
- "Black Roses"/"She’s Ready To Be Free,1967.
- "They Who Have Nothing"/"Ballad Of Freddie and Larry,", 1967.
- "Night Sounds Loud"/"How Many Days Have Passed,", 1968.